# 流浪者 (原神)
流浪者是米哈遊開發的電子遊戲《原神》中的虛構角色，角色於遊戲2020年更新的1.1版本中登場，2022年成為可玩角色。他是執掌虛構國家稻妻的雷電影製作的人偶，誕生後被丟棄，因此對稻妻懷有恨意，為自己取名國崩，後加入反派組織愚人眾並成為斯卡拉姆齊，代號「散兵」。角色在遊戲主線的稻妻篇中作為反派角色登場，在須彌篇故事中改邪歸正，成為了草神納西妲的部下。
流浪者的名稱源自歌舞伎和義大利即興喜劇中的定型角色，設定上參考了日本神話中的神祇建御名方神和的歌曲波希米亞狂想曲。流浪者的華語配音為鹿喑，日語配音為柿原彻也，英語配音为派屈克·佩德拉薩（Patrick Pedraza），韓語配音为閔丞釪。
評論員對角色的造型和在劇情中的塑造的評價褒貶不一，角色過往的悲慘經歷令人同情，劇情中角色蛻變加入正面陣營的做法則招致部分玩家的批評和爭議。角色的玩法和戰鬥能力獲得評論員正面的評價。

## 创作与设计
流浪者最初在2020年11月於遊戲1.1版本限時活動「未歸的熄星」中以非玩家角色登場，是遊戲中反派組織愚人眾的要員，代號為「散兵」斯卡拉姆齊。2022年10月31日，米哈遊在社交平台公佈名為「流浪者」的角色立繪，角色樣貌與「散兵」相同、但配色和服飾有較大差異，且衣襬上佩戴風元素「神之眼」，暗示後續劇情角色有很大的轉變。同年12月4日，米哈遊公佈角色宣傳視頻「灰燼」，展示了角色在稻妻的部分遭遇。12月5日，遊戲3.3版本「六入盡明，諸相皆無」更新後，流浪者作為可玩角色推出，角色專屬武器「圖萊杜拉的回憶」也同時上線。

### 角色設計
角色早期作為反派登場，形象是言辭刻薄、心狠手辣的愚人眾高層執行官。角色早期使用的名字「國崩」來源於歌舞伎中的一類反派角色，意為「意圖竊取一國、玩弄權術之人」；冰神賞賜的名字「斯卡拉姆齊」（Scaramouche）則取自義大利即興喜劇中的定型角色斯卡拉姆齊。流浪者的風元素形象被認為是取自日本神話中的神祇建御名方神，與另一神祇建御雷神一樣都從創始女神伊邪那美的屍體中誕生。的歌曲波希米亞狂想曲也被認為是流浪者角色故事的由來；角色戰鬥玩法介紹片「拾枝雜談『流浪者：孰知風行處（Any Way the Wind Blows）』」的名稱致敬了歌詞「Anyway the wind blows doesn't really matter to me」（風往何處吹，與我無關）；角色初次登場時的原聲音樂浮浪人的心機（Ominous Fandango）則致敬了歌詞「Scaramouch, Scaramouch, will you do the Fandango?」（斯卡拉姆齊、斯卡拉姆齊，你會跳凡丹戈舞嗎？）。

### 角色配音
流浪者的華語配音為鹿喑，他也是男性主角旅行者「空」的配音員。流浪者的日語配音為柿原彻也。柿原彻也在訪談中表示，「散兵」是一個令人討厭的小鬼類型的角色。最初他對為傲慢自大的「散兵」配音感到擔憂，但最終「散兵」得到了不少玩家的喜愛。柿原彻也透露，在最初為遊戲1.1版本活動「未歸的熄星」中登場的「散兵」配音時，劇本上僅寫著「神秘的少年」以及代號「散兵」，他並不知道「散兵」的名字為斯卡拉姆齊；「散兵」一詞在日語中意為士兵，故他最初以為只是一位普通的兵卒，與製作組溝通後才瞭解到「『散兵』十分強大和重要」。流浪者的英語配音为派屈克·佩德拉薩（Patrick Pedraza），韓語配音为閔丞釪。

## 作品中表现

### 角色故事
流浪者是稻妻神明雷電影製造的人偶，流浪者誕生之初由於性格軟弱被雷電影視為失敗品，雷電影封印了流浪者的力量並將他棄置在踏鞴砂的「借景之館」中。一天，偶然闖入借景之館的桂木將流浪者帶入人類社會，桂木見流浪者不願談及出身，於是為他偽造了失憶迷路的身份。不久流浪者就融入了踏鞴砂的村落之中，還接受名刀匠丹羽久秀傳授鍛刀技巧，由於其衣著華麗，村民稱他為「傾奇者」。後來，愚人眾執行官「博士」假扮成楓丹技師在踏鞴砂建起了大型的熔爐，熔爐很快出現意外，洩露大量毒氣。流浪者決定利用自己的身份向雷電影求助，吃了閉門羹，只獲得八重神子的協助。隨即流浪者返回踏鞴砂，利用博士給與的「淨化裝置」，親自關閉了熔爐。博士殺害了丹羽，並謊稱丹羽跑路，並命令流浪者去執行危險的關閉熔爐任務，流浪者感覺遭到背叛，改名「國崩」，離開了稻妻並開始仇視雷電影和踏鞴砂的刀匠。愚人眾也藉機邀請流浪者加入，賜名為「斯卡拉姆齊」，代號「散兵」。為了復仇，他幾乎殺光了稻妻五大刀匠流派的後人，還參與奪取稻妻神明權柄象徵「神之心」的行動。
為了證明自己不是失敗品，流浪者更接受博士的改造，得以使用神之心，成為「正機之神」，意欲取代須彌神明納西妲。流浪者被旅行者（玩家）擊敗後，成為愚人眾的棄子。由於短暫成為神明，擁有部分神明的權柄，納西妲與流浪者達成交易，讓其前往記錄世界一切資訊的世界樹內幫忙尋找資料。旅行者隨行監視流浪者，流浪者藉此機會，通过世界樹得知過去踏鞴砂的真相，他沒有被丹羽等人背叛。由於修改世界樹記錄的資訊也會影響現實，他在完成納西妲的任務後，消除世界樹裡關於自己的存在，以期拯救丹羽等人，同時為此贖罪。旅行者作為外來者，不受世界樹影響，過去的歷史沒了流浪者的身影，但是丹羽等人的遭遇沒有變化，旅行者將流浪者的行為告訴了納西妲。納西妲雖然忘記了對方，但也預判了流浪者的行為，將他的記憶以童話方式加密保存下來。納西妲認為流浪者還存在，旅行者也很快在須彌遇到對方，對方一直四處流浪，對於旅行者說的事情，流浪者坦然接受，並接納自己的過去。在恢復記憶後，他請求旅行者為其取一個新的名字。

### 角色玩法
流浪者是風元素法器角色。流浪者的元素戰技可以讓他獲得短暫的飛行能力，飛行期間仍然能進行攻擊，流浪者的元素爆發為向前製造數次風元素範圍攻擊。
流浪者是除旅行者（主角）之外，唯一可由玩家任意改名的可玩角色。在遊戲主線劇情間章·第三幕「傾落伽藍」的最后，玩家可以给流浪者起新的名字（甚至可以與旅行者自己的名字相同），但流浪者不接受被他拋棄的舊名字（如「國崩」、「散兵」、「斯卡拉姆齊」等）、愚人眾同僚的名字、以及已经出现在游戏中的其他可玩角色的名字。不恰当的名字会被遊戲系统回退，并会要求重新改名。

## 反响与评价

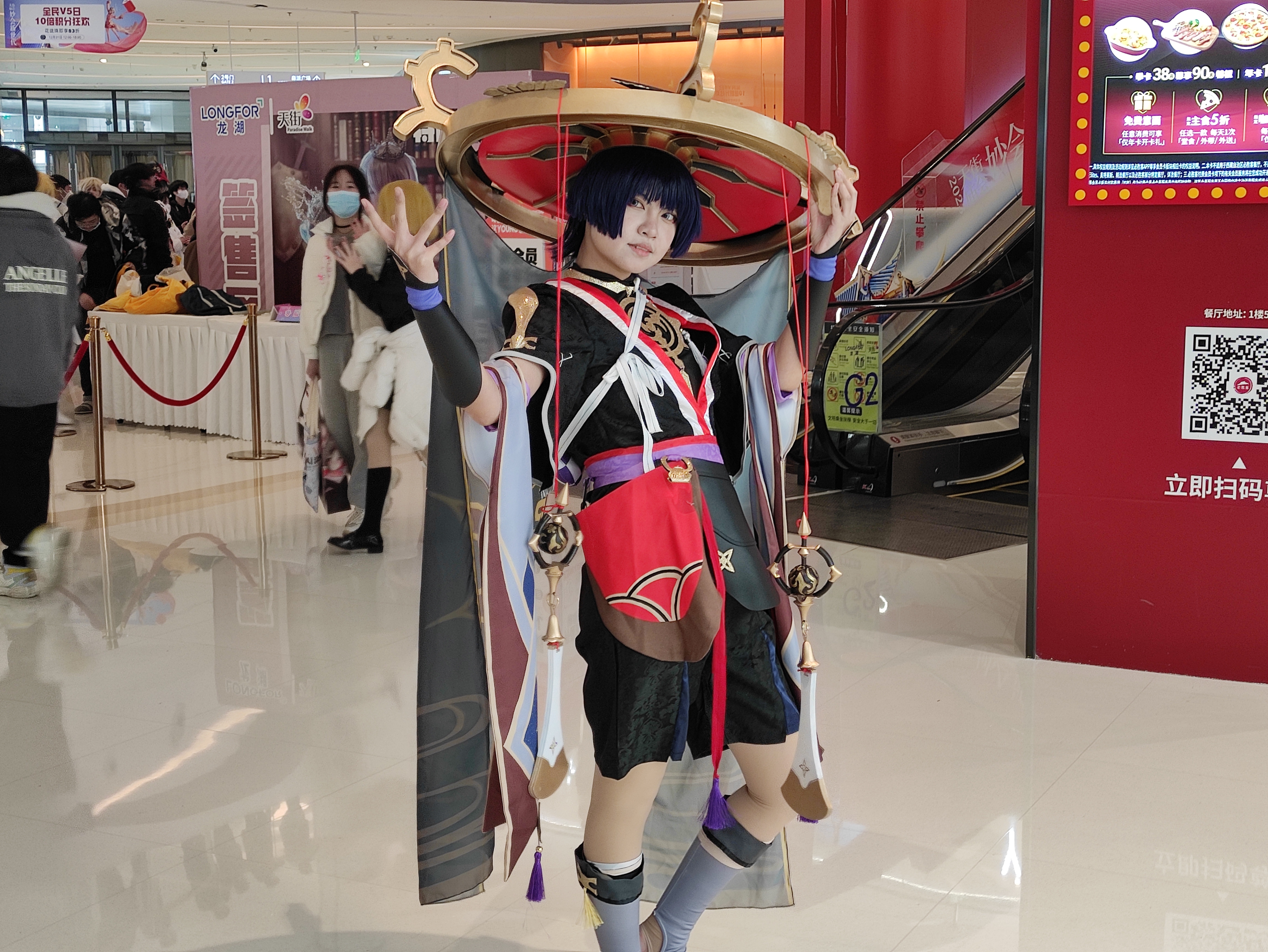
「散兵」斯卡拉姆齊的角色扮演者。

流浪者在遊戲早期作為富有魅力的反派角色登場後，就獲得一些玩家的追捧，角色的日語配音員柿原彻也在2021年的採訪中表示，收到玩家喜愛角色的反饋之後，米哈遊特意增加了角色在稻妻篇章中的臺詞數量。玩家還通过角色扮裝、製作二次創作繪圖和影片的方式表達對流浪者的喜愛。米哈遊於2022年10月31日釋出流浪者的可玩角色預告立繪，當天「原神」詞條登頂微博熱門搜尋榜單，「散兵」詞條登上熱門搜尋榜單第十；幾天後即超過八重神子成為《原神》日語推特賬號轉發數第一，英語推特賬號按贊數也突破記錄，獲得逾38.2萬按贊。遊戲3.3版本流浪者正式上線當日，《原神》卡池流水達380萬美元。2023年1月3日，「#2023」、「#2023」等話題登上推特趨勢，玩家通过創作賀圖、手書等二次創作為流浪者慶祝生日。

### 角色設計
評論員對角色造型褒貶不一，Kotaku編輯姜思琪直言流浪者其外套搭配短褲、鍋蓋頭的外觀設計十分奇怪和尷尬。遊戲日報評論員棕熊則認為角色造型具有極高的辨識度，儘管角色前後服飾有很大變化，角色標誌性的斗笠、叛逆的表情還是能讓人一眼認出是同一個角色。他還稱讚服飾設計充滿細節，飄逸的服飾，不同顏色的雙袖設計、腰間掛飾、角色動作和服飾飄揚的弧度都很有美感。此外，IGN報道提到有玩家不滿米哈遊更換角色服飾。《香港01》評論員林卓恆表示流浪者唯美的少年外觀、小惡魔人設、柿原徹也精彩的日語配音讓角色在部分玩家中「有著極高人氣」，遊戲中龐大的背景故事和設定也支撐了對流浪者角色的塑造。
角色在劇情中表現也好壞參半，批評主要集中在角色早期的反派劇情，姜思琪對角色早期的表現有著明顯的反感，他批評角色冷嘲熱諷的性格令人討厭，角色所犯下的罪行很難讓人有好感。後期遊戲披露角色過往的經歷，則獲得Kotaku、Siliconera、遊戲日報正面的評價，Kotaku、Game Rant和Siliconera評論員更表示同情角色過去被拋棄的遭遇。棕熊稱讚米哈遊通过大量的劇情和遊戲內文本鋪墊，塑造了一個立體而豐富的反派角色。Siliconera評論員稱讚米哈遊以一種令人滿意的方式，講述了流浪者從內心支離破碎到重拾希望的成長故事。林卓恆則不滿後期的角色劇情，他批評是「強行洗白」。據普莉瑪遊戲報道，部分討厭角色的中國玩家發起抗議活動，要求米哈遊從遊戲中刪除該角色，還嘲笑和歧視擁有或喜歡這個角色的玩家。網上亦有流傳因為討厭角色而虐待黑貓的事件，起因是角色在劇情中被草神納西妲比喻作黑貓。

### 角色玩法
在角色玩法設計方面，TheGamer、遊戲日報、《香港01》都稱讚流浪者是遊戲中極少數的「空戰」角色，其「原地起飛」的能力有趣而令人驚歎、遊戲體驗較好。Pocket Tactics評論員則評價流浪者的空戰能力十分獨特，需要一定練習才能上手。TheGamer評論員表示施放流浪者的技能需要根據裝備和戰鬥策略的不同而改變，比較棘手；為了防止丟失部分傷害，需要尤其注意施放的順序和時間。《香港01》評論員林卓恆評價流浪者雖然單論垂直爬升、跑步速度、渡海能力不及個別角色，但他三種能力都可以同時做到，在開放世界暢通無阻。Pocket Tactics、TheGamer、《香港01》都表示流浪者的戰鬥表現十分出色，戰鬥能力出眾，且可以配合不同屬性角色戰鬥，適合培育成主力角色。
對於劇情結尾為流浪者撰寫新名字的玩法，姜思琪表示這是很難得的遊戲體驗，不少玩家如同為人父母一般在論壇上探討如何為流浪者取名，甚至為此學習日本名字的含義。姜思琪表示，「名字是新的開始」，這樣的玩法令玩家與流浪者建立情感上的關聯，玩家通过名字來傳遞對流浪者未來將功補過的新生活的美好祝願。

## 外部連結
- YouTube上的《原神》流浪者角色PV——「灰烬」
- YouTube上的《原神》角色演示-「流浪者：今昔离索」
- YouTube上的《原神》拾枝杂谈-「流浪者：孰知风行处」